# Тындинский район
Ты́ндинский райо́н — упразднённые административно-территориальная единица (район) и муниципальное образование (муниципальный район) в Амурской области России.
Законом Амурской области от 24.12.2020 № 664-ОЗ в январе 2021 года преобразован в муниципальный округ, в 2021 году муниципальный округ утверждён как административно-территориальная единица в Уставе и Законе об административно-территориальном устройстве, в Реестре временно значится как район.
Административный центр — город Тында (в состав района и округа не входит).

## География
Тындинский район приравнен к районам Крайнего Севера. Тындинский район — одно из самых крупных муниципальных образований Амурской области, является её форпостом на северных рубежах, занимает пограничное положение с Республикой Саха (Якутия) и Забайкальским краем.

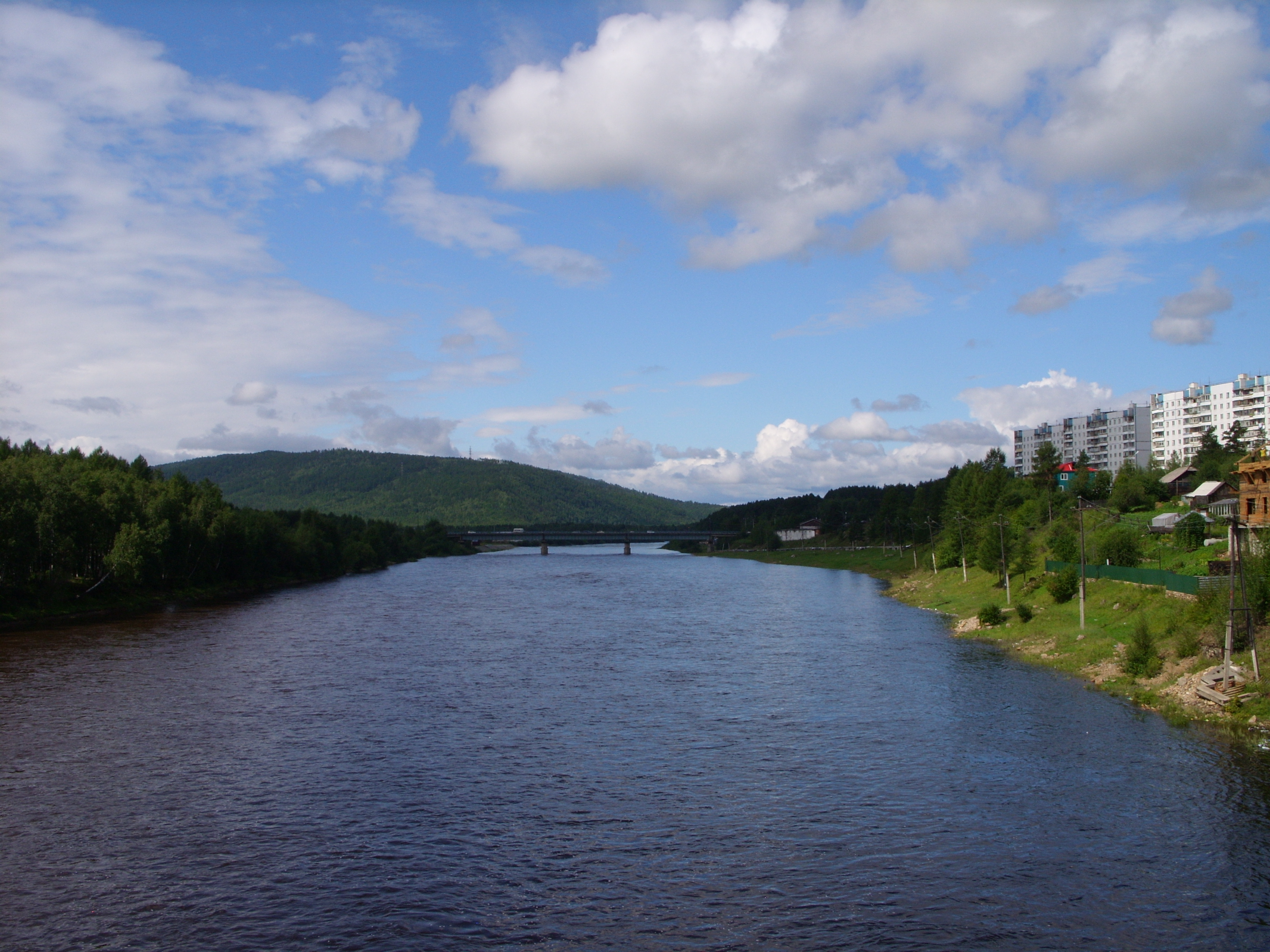
Река Тында в окрестностях города Тында

Тындинский район расположен в северо-западной части Амурской области. На западе граничит с Забайкальским краем, на севере и северо-западе — с Якутией, на востоке — с Зейским, на юго-востоке — с Магдагачинским, на юге — со Сковородинским районами области. Площадь территории — 83,3 тыс. км². Тындинский район давно называют северной жемчужиной Амурской области. Район богат природными ресурсами. На протяжении 142 лет здесь добывается золото, ведётся освоение месторождений титаномагнетитовых руд, заготовка леса. В районе находятся огромные запасы апатитов, анортозитов, мраморов, каменного угля и других полезных ископаемых.

## История
10 декабря 1930 года постановлением ВЦИК РСФСР в составе Дальневосточного края был образован Джелтулакский национальный (эвенкийский) район с центром в поселке Джелтулак.
20 октября 1932 года решением ВЦИК и СНК РСФСР о новом территориальном делении и районировании края Джелтулакский район был включён в состав созданной Амурской области.
В 1934 году Джелтулакский район был передан в состав вновь образованной Зейской области, образованной в границах бывшего Зейского административного округа.
В декабре 1935 года центр Джелтулакского района перенесён из Джелтулака в посёлок Тындинский.
20 сентября 1937 года Зейская область была упразднена, а входившие в её состав районы переведены во вновь образованную Читинскую область.
2 августа 1948 года Джелтулакский район вновь вошёл в состав самостоятельной Амурской области, выделенной из состава Хабаровского края.
6 апреля 1953 года Нюкжинский район был упразднён, а его территория передана в Джелтулакский район.
24 ноября 1977 года Джелтулакский район переименован в Тындинский с центром в городе Тында.
С 1 января 2006 года в соответствии с Законом Амурской области от 3 августа 2005 года № 32-ОЗ на территории района образованы 20 муниципальных образований (сельских поселений).
С марта 2017 года главой Тындинского района является Лысакова Тамара Александровна. Избрана 23 марта 2017 года.
С апреля 2019 года председателем Тындинского районного Совета народных депутатов избран Ермаков Максим Викторович. Избран 25 апреля 2019 года.
Из-за разрушения арочной конструкции и обрушения дорожного полотна на федеральной автомобильной дороги А-360 «Лена» (79 км) 5 августа 2025 года над переездом через реку Ольдогой полностью оказались отрезанными от автомобильного сообщения северные районые Амурской области и  Якутия. В Тындинский округе был введён режим ЧС. 7 августа для легковых автомобилей был открыт временный объезд моста через реку Средний Ольдогой на 79-м км федеральной трассы А-360 «Лена», а 11 августа — для всех видов транспорта.

## Население
| 1959    | 1970    | 1979    | 1989    | 1990    | 1995    | 2000    | 2001    |
| ------- | ------- | ------- | ------- | ------- | ------- | ------- | ------- |
| 10 365  | ↘9823   | ↗26 825 | ↗35 067 | ↘28 663 | ↘23 329 | ↘17 884 | ↘17 400 |
| 2002    | 2003    | 2004    | 2009    | 2010    | 2011    | 2012    | 2013    |
| ↘16 701 | ↘16 700 | ↘16 600 | ↘15 863 | ↗16 065 | ↘15 961 | ↘15 413 | ↘14 906 |
| 2014    | 2015    | 2016    | 2017    | 2018    | 2019    | 2020    | 2021    |
| ↘14 441 | ↘14 209 | ↘13 964 | ↘13 730 | ↘13 450 | ↘13 155 | ↘13 013 | ↗14 009 |
| 2023    |         |         |         |         |         |         |         |
| ↘13 606 |         |         |         |         |         |         |         |

В 1970 году численность населения, включая районный центр, составляла 9,8 тыс. человек. В связи со строительством Байкало-Амурской железнодорожной магистрали и освоения этой зоны, к 1990 году численность населения района увеличилась в 4,2 раза.

## Муниципально-территориальное устройство
В Тындинский район входили 20 муниципальных образований со статусом сельских поселений:
| №  | Сельское поселение        | Административный центр | Количество населённых пунктов | Население (чел.) | Площадь (км²) |
| -- | ------------------------- | ---------------------- | ----------------------------- | ---------------- | ------------- |
| 1  | Аносовский сельсовет      | посёлок Аносовский     | 1                             | ↗200             | 854,89        |
| 2  | Беленький сельсовет       | посёлок Беленький      | 1                             | ↘154             | 197,05        |
| 3  | Восточный сельсовет       | посёлок Восточный      | 1                             | ↘1191            | 2316,38       |
| 4  | Дипкунский сельсовет      | посёлок Дипкун         | 1                             | ↘1349            | 3608,41       |
| 5  | Кувыктинский сельсовет    | посёлок Кувыкта        | 1                             | ↘278             | 451,47        |
| 6  | Ларбинский сельсовет      | посёлок Ларба          | 1                             | ↗416             | 1516,04       |
| 7  | Лопчинский сельсовет      | посёлок Лопча          | 1                             | ↘401             | 358,69        |
| 8  | Маревский сельсовет       | посёлок Маревый        | 1                             | ↘599             | 2164,61       |
| 9  | Моготский сельсовет       | посёлок Могот          | 2                             | ↘638             | 1214,34       |
| 10 | Муртыгитский сельсовет    | посёлок Муртыгит       | 1                             | ↘340             | 446,80        |
| 11 | Нюкжинский сельсовет      | село Усть-Уркима       | 1                             | ↗260             | 400,08        |
| 12 | Олёкминский сельсовет     | посёлок Олёкма         | 1                             | ↘462             | 1128,59       |
| 13 | Первомайский сельсовет    | село Первомайское      | 1                             | ↗707             | 1243,71       |
| 14 | Соловьёвский сельсовет    | село Соловьёвск        | 3                             | ↘2785            | 7627,36       |
| 15 | Тутаульский сельсовет     | посёлок Тутаул         | 1                             | ↘396             | 1414,77       |
| 16 | Урканский сельсовет       | село Уркан             | 2                             | ↘839             | 5873,01       |
| 17 | Усть-Нюкжинский сельсовет | село Усть-Нюкжа        | 1                             | ↘573             | 2513,80       |
| 18 | Хорогочинский сельсовет   | посёлок Хорогочи       | 1                             | ↗347             | 2328,72       |
| 19 | Чильчинский сельсовет     | посёлок Чильчи         | 1                             | ↘190             | 1133,01       |
| 20 | Юкталинский сельсовет     | посёлок Юктали         | 1                             | ↘1240            | 2328,72       |

### Населённые пункты
В Тындинском районе 24 населённых пункта.
| №  | Населённый пункт | Тип     | Население | Муниципальное образование (до 2021 года) |
| -- | ---------------- | ------- | --------- | ---------------------------------------- |
| 1  | Аносовский       | посёлок | ↗200      | Аносовский сельсовет                     |
| 2  | Беленький        | посёлок | ↘154      | Беленький сельсовет                      |
| 3  | Бугорки          | село    | ↗62       | Урканский сельсовет                      |
| 4  | Восточный        | посёлок | ↗1225     | Восточный сельсовет                      |
| 5  | Дипкун           | посёлок | ↗1478     | Дипкунский сельсовет                     |
| 6  | Кувыкта          | посёлок | ↘278      | Кувыктинский сельсовет                   |
| 7  | Лапри            | посёлок | ↗6        | Моготский сельсовет                      |
| 8  | Ларба            | посёлок | →416      | Ларбинский сельсовет                     |
| 9  | Лопча            | посёлок | ↘401      | Лопчинский сельсовет                     |
| 10 | Маревый          | посёлок | ↘599      | Маревский сельсовет                      |
| 11 | Могот            | посёлок | ↘632      | Моготский сельсовет                      |
| 12 | Муртыгит         | посёлок | ↘340      | Муртыгитский сельсовет                   |
| 13 | Олёкма           | посёлок | ↘462      | Олёкминский сельсовет                    |
| 14 | Первомайское     | село    | ↗707      | Первомайский сельсовет                   |
| 15 | Соловьёвск       | село    | ↗2914     | Соловьёвский сельсовет                   |
| 16 | Стрелка          | посёлок | ↗1        | Соловьёвский сельсовет                   |
| 17 | Тутаул           | посёлок | ↘396      | Тутаульский сельсовет                    |
| 18 | Уркан            | село    | ↘777      | Урканский сельсовет                      |
| 19 | Усть-Нюкжа       | село    | ↘573      | Усть-Нюкжинский сельсовет                |
| 20 | Усть-Уркима      | село    | ↗260      | Нюкжинский сельсовет                     |
| 21 | Хорогочи         | посёлок | ↗347      | Хорогочинский сельсовет                  |
| 22 | Чильчи           | посёлок | ↘190      | Чильчинский сельсовет                    |
| 23 | Юктали           | посёлок | ↗1494     | Юкталинский сельсовет                    |
| 24 | Янкан            | село    | →53       | Соловьёвский сельсовет                   |

## Транспорт и связь
Без железнодорожного и автомобильного сообщения невозможно представить развитие экономики и социальной сферы Тындинского района. По территории района проходит крупная российская железнодорожная артерия — Дальневосточная железная дорога. Жители района имеют регулярное сообщение с Москвой, Благовещенском, Тындой, Хабаровском, Комсомольском-на-Амуре, Кисловодском, Анапой. На линейных предприятиях ДВЖД работают тысячи жителей района.
В Тындинском районе существует сеть автомобильных дорог. Крупная дорога — Амуро-Якутская железнодорожная магистраль и автомобильная дорога «Лена».
Все поселения Тындинского района обеспечены телефонной связью. Эти услуги оказывают три предприятия: «Дальсвязь», «Транссвязьтелеком», Тындинская дистанция сигнализации и связи. Жители района обеспечены мобильной связью трёх ведущих сотовых операторов. Развивается новый комплекс услуг: доступ к интернету и кабельное телевидение.

## Жилищно-коммунальное хозяйство
Жилищно-коммунальный комплекс Тындинского района представлен Государственным предприятием Амурской области «Коммунальные системы БАМа», ОАО «Прииск Соловьёвский», другими обслуживающими компаниями.
Котельные и другое коммунальное хозяйство 14 посёлков района находится на содержании ГУП Амурской области «Коммунальные системы БАМа».
Сети электроснабжения в районе обслуживает ООО «Районные электрические сети».

## Экономика
Природа щедро одарила Тындинский район богатой минерально-сырьевой базой, уникальными месторождениями полезных ископаемых, соединив их с железной дорогой, призванной сыграть важнейшую роль в их освоении.
Ведущей отраслью экономики района является золотодобыча. Одним из самых успешных предприятий Дальнего Востока стало ОАО «Прииск Соловьёвский». За 150 лет работы прииска из недр земли извлечено более 213 тонн золота. По добыче жёлтого металла прииск «Соловьёвский» занимает 3-е место в Амурской области и 12-е место в России.
В 2007 году введено в эксплуатацию месторождение рудного золота «Березитовое». Продолжаются работы на Олёкминском руднике, который разрабатывает Куранахское месторождение титаномагнетитовых руд. ООО «Олёкминский рудник» входит в группу компаний «Петропавловск». Помимо железа и титана руда на Куранахе содержит очень востребованный на рынке ванадий. Его добавляют в сталь для придания ей жаропрочности и твёрдости, а также применяют при изготовлении ядерных реакторов.
В лесной отрасли района на протяжении многих лет работают компании «Тындалес» и «Туранлес».
По территории района прошла трубопроводная система «Восточная Сибирь — Тихий океан» по транспортировке нефти Сибирских месторождений на перспективный рынок АТР.
В перспективе развития — газификация района. Магистральная ветка газопровода протянется с территории Республики Саха (Якутия) по территории Тындинского района вдоль АЯМа (Большой Невер — Могот). Для снабжения газом предприятий и жителей района предусматривается строительство трёх газораспределительных станций — «Тында», «Могот», «Соловьёвск».

## Образование
В Тындинском районе работают 16 детских садов, 17 общеобразовательных школ, Центр детского творчества. Большая часть системы образования возникла в период строительства БАМа. Старейшими в районе являются школы с. Соловьёвск, с. Усть-Нюкжа, с. Уркан и с. Первомайское. В детском саду «Родничок» п. Дипкун открыт бассейн. Школы с. Первомайское и п. Юктали являются победителями в конкурсе на грант Президента РФ. 11 учителей района участвовали в конкурсе «Лучшие учителя России».
В с. Усть-Нюкжа имеется уникальный опыт работы кочевой школы для детей коренных малочисленных народов Севера — эвенков. Цель проекта — обучение детей-эвенков в тайге, без отрыва от семьи, традиционного уклада жизни с использованием современных методик преподавания и техники.
Школа-интернат в с. Первомайском давно является центром сохранения традиций эвенков. При школе созданы мастерские по обучению эвенков оленеводству, охотничьему делу и домоводству, музейный комплекс.
Более 20-ти лет в п. Могот действует детский дом семейного типа, который финансируется из районного бюджета. В п. Чильчи открыт социальный приют, подведомственный министерству образования и науки Амурской области.

## Культура
В Тындинском районе работает 25 учреждений культуры, в том числе 20 социально-культурных объединений (ранее — сельские Дома культуры) с библиотеками, спортивными залами и клубами. Также в районе действуют 3 детские школы искусств (с. Соловьёвск, п. Юктали, п. Дипкун), культурно-методический центр. Работает 5 стационарных киновидеоустановок в п. Дипкун, п. Могот, с. Первомайское, с. Соловьёвск, п. Чильчи.
Гордостью Тындинского района являются народный хореографический ансамбль «Россияне», народная вокальная студия «Музей Пушкина», народный ансамбль русской песни «Сударушка», шоу-группа «Район плюс» и народный ансамбль «Золотые россыпи».
Славу Тындинскому району и Амурской области на Международных и Всероссийских площадках принесли национальные эвенкийские творческие коллективы «Гудяй-дуннэ» (с. Усть-Нюкжа), «Диктэ» (с. Первомайское), «Сегун» (с. Усть-Уркима).

## СМИ
Официальным изданием Тындинского района является общественно-политический еженедельник «БАМ».